# Tati African Football Independent Club
El Tati African Football Independent Club (TAFIC) és un club botswanès de futbol de la ciutat de Francistown.

## Palmarès
- Copa botswanesa de futbol: [2]
  - 2002